# Bahnhof Siebenbrunn
Der Bahnhof Siebenbrunn ist eine Betriebsstelle der Bahnstrecke Chemnitz–Adorf und der hier früher abzweigenden Bahnstrecke Siebenbrunn–Erlbach im Ortsteil Siebenbrunn der Stadt Markneukirchen in Sachsen. Seit 1976 ist der frühere Bahnhof nur noch ein Haltepunkt.

## Geschichte

### Name
Der Bahnhof trug in seiner Geschichte drei unterschiedliche Bahnhofsnamen, im Einzelnen waren dies:
- bis 19. September 1909: Markneukirchen
- bis 14. Mai 1935: Markneukirchen-Siebenbrunn
- seit 15. Mai 1935: Siebenbrunn

### Betrieb
Da sich Markneukirchen mit 150.000 Mark an der Chemnitz-Aue-Adorfer Eisenbahn-Gesellschaft beteiligte, wurde für die Bahnstrecke von Chemnitz über Aue nach Adorf nicht der kürzere Weg durch das Eisenbachtal, sondern der längere durch das Ebersbachtal gewählt. Letztere Variante führte wesentlich näher an Markneukirchen vorbei und die Stadt erhielt einen Bahnhof in circa 3 km Entfernung zur Stadtmitte. Der Bahnhof wurde zusammen mit der Bahnstrecke 1875 eröffnet, die Station erhielt wegen der finanziellen Beteiligung von Markneukirchen den Namen Markneukirchen, obwohl sie auf der Flur der Gemeinde Siebenbrunn lag. Bereits drei Jahre nach der Eröffnung wurde eine Gleiswaage eingebaut und der Güterschuppen verlängert. 1881 wurde dieser durch ein Unwetter zerstört und mit einem Neubau ersetzt. 1909 entstand eine kurze Überdachung um Empfangsgebäude.
Mit der Eröffnung der Strecke nach Markneukirchen wurde die Station 1909 umfassend erweitert und in Markneukirchen-Siebenbrunn umbenannt um Verwechslungen mit dem neuen Bahnhof Markneukirchen auszuschließen. Auch wurde die Strecke bis zum Bahnhof Adorf (Vogtl) zweigleisig ausgebaut.
Die 1911 bis Erlbach verlängerte Strecke Richtung Markneukirchen wurde 1975 stillgelegt. 1976 erfolgte die Umwandlung des Bahnhofs in einen Haltepunkt mit Anschlussstelle, seit Ende der 1990er Jahre liegt nur noch das durchgehende Hauptgleis. Zum 8. Dezember 2012 wurde der planmäßige Schienenpersonennahverkehr auf der Strecke durch den zuständigen Verkehrsverbund Vogtland abbestellt. Seitdem gibt es in Siebenbrunn keinen regelmäßigen Zugverkehr mehr. Die Anlagen blieben jedoch zunächst noch vorhanden und Teil der betriebsfähigen Infrastruktur. Inzwischen (2017) ist ein Rückbau des Bahnsteigs erfolgt, so dass Fahrgäste dort nicht mehr zu- und aussteigen können.